# ФК Аугсбург
ФК Аугсбург (на немски: FC Augsburg), със своите 1950 регистрирани членове, е най-големият спортен клуб в баварска Швабия. Основаният на 20 август 1907 г. като „Алемания Аугсбург“ клуб през сезон 2011/12 играе в германската Първа Бундеслига. Играе срещите си в град Аугсбург, провинция Бавария, Германия.

## Български футболисти
- Лукас Петков: 2021 – 2024 - (8 мача/0 гола)